# Принцесса Сумико
Принце́сса Сумико (яп. 桂宮淑子内親王; 22 февраля 1829, Киото, Япония — 3 октября 1881, провинция Ямасиро, Япония) — японская принцесса, последняя глава дома Кацура-но-мия (1863—1881).

## Биография
Принцесса Сумико была дочерью императора Нинко (1800—1846), правившего в 1817—1846 годах. У неё была младшая сестра, принцесса Тикако (1846—1877), супруга 14-го сёгуна Токугава Иэмоти.
В 1840 году 11-летняя принцесса Сумико была обручена с принцем Канъин Нарухито (1818—1842), пятым главой линии Канъин-но-мия (1828—1842). В 1842 году начались приготовления к свадьбе, по указу императора Нинко принцесса сменила фамилию и титул, а за несколько дней до свадьбы 24-летний принц Нарухито скончался.
В 1863 году император Комэй (1831—1867), правивший в 1846—1867 годах, назначил свою старшую сестру принцессу Сумико главой вымершего дома Кацура-но-мия (1863—1881). Последний (11-й) глава Кацура-но-мия принц Кацура Мисахито (1833—1836), сын императора Нинко, скончался в 1836 году.
Дом Кацура-но-мия был одним из четырех синнокэ, боковых ветвей императорского японского дома, которые имели право претендовать на Хризантемовый трон после угасания основной императорской линии наследования.
Супругом принцессы Сумико стал принц Ямасина Акира (1816—1898), старший сын принца Фусими Кунииэ (1802—1872) и глава дома Ямасина-но-мия (1858—1898). Их брак был бездетным.
Принцесса Сумико была первой и последней женщиной в императорском доме, которая являлась главой одной из боковых линий императорской семьи.